# 悪女 (2004年の映画)
悪女（あくじょ、原題：Vanity Fair）は、2004年の映画。ウィリアム・メイクピース・サッカレーの『虚栄の市』を映画化。
ヴェネツィア国際映画祭コンペティション部門出品。

## キャスト
※括弧内は日本語吹替
- ベッキー・シャープ - リース・ウィザースプーン（安藤麻吹）
- ステイン侯爵 - ガブリエル・バーン（有本欽隆）
- ウィリアム・ドビン - リス・エヴァンス（相沢まさき）
- ジョージ・オズボーン - ジョナサン・リース＝マイヤーズ（坪井智浩）
- ピット・クローリー卿 - ボブ・ホスキンス（石波義人）
- ロードン・クローリー - ジェームズ・ピュアフォイ（家中宏）
- オズボーン氏 - ジム・ブロードベント
- アミーリア・セドリ - ロモーラ・ガライ
- マチルダ・クローリー - アイリーン・アトキンス
- サウスダウン伯爵夫人 - ジェラルディン・マクイーワン
- ジョージー・オズボーン - トム・スターリッジ

## スタッフ
- 監督：ミーラー・ナーイル
- 製作：リディア・ディーン・ピルチャー、ドナ・ジグリオッティ、ジャネット・デイ
- 製作総指揮：ピッパ・クロス、ジョナサン・リン、ハワード・コーエン
- 脚本：ジュリアン・フェロウズ、マシュー・フォーク、マーク・スキート
- 撮影：デクラン・クイン
- 音楽：マイケル・ダナ